# Доброво (Брда)
Доброво (словен. Dobrovo) — поселення неподалік від кордону з Італією в общині Брда, Регіон Горишка, Словенія. Висота над рівнем моря: 115 м.